# Ligne de Berlin-Schönholz à Kremmen
La ligne de Berlin-Schönholz à Kremmen (Bahnstrecke Berlin-Schönholz–Kremmen) ou par bérolinisme ligne de Kremmen (Kremmener Bahn) est une ligne de chemin de fer du nord de l'agglomération berlinoise et un peu au-delà jusqu'à Kremmen dans l'arrondissement de Haute-Havel. 

## Histoire
Elle est mise en service le 1er octobre 1893 par la société des Chemins de fer d'État de la Prusse. Alors que toutes les précédentes liaisons ferroviaires vers Berlin étaient des lignes de longue distance, la ligne Schönholz-Kremmen est la première ligne suburbaine de Berlin. Sa gare berlinoise de terminus était à l'époque la gare de Stettin (aujourd'hui gare du Nord).

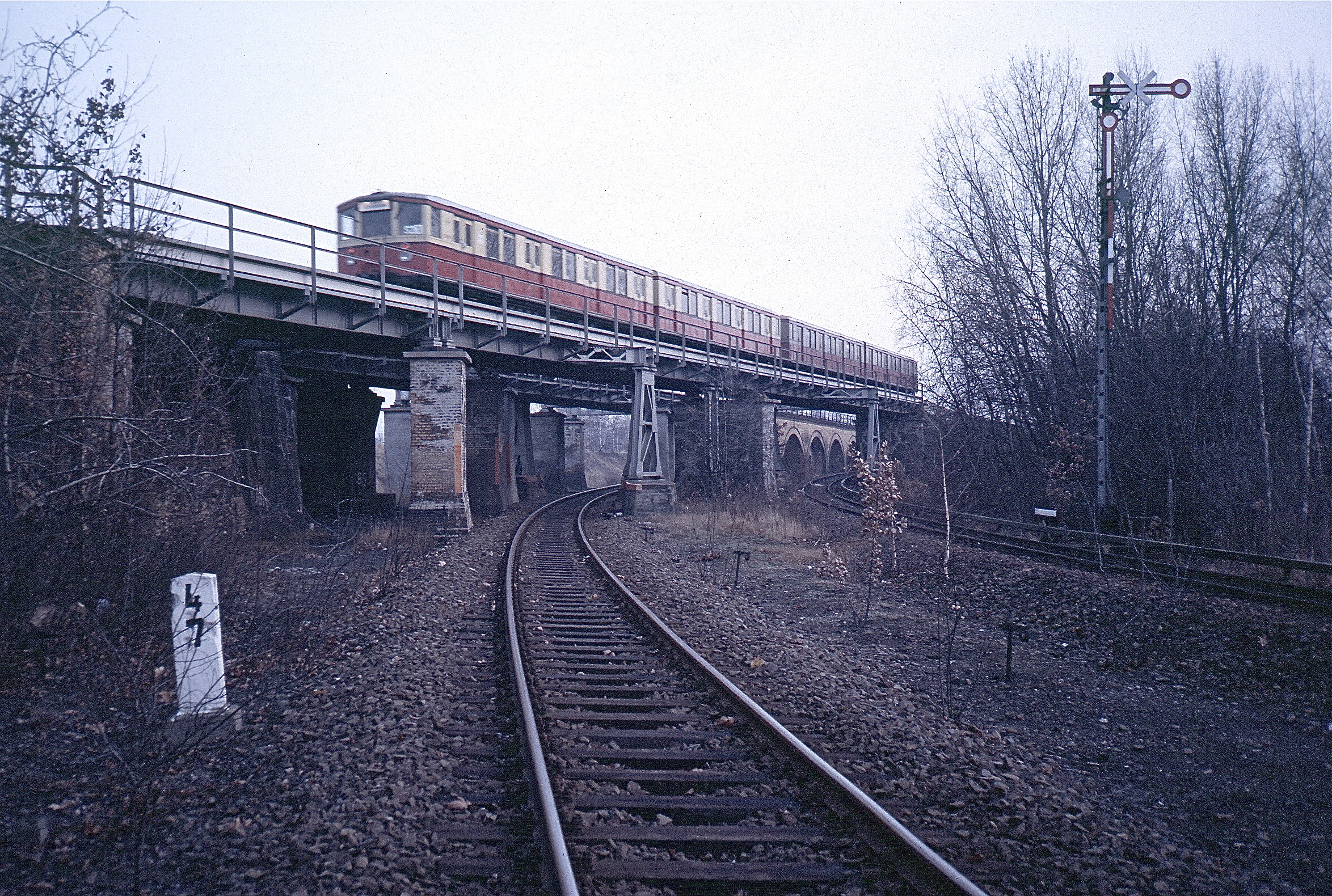
Bifurcation de la ligne de Kremmen (en bas) de la ligne de Stralsund (en haut) en 1986.

## Caractéristiques

### Tracé et profil
Elle bifurque de la ligne de Berlin à Stralsund au nord de la gare de Berlin-Schönholz à Berlin Alt-Reinickendorf et parcourt 33,4 km en desservant Tegel, Hennigsdorf, Velten et fait la jonction à Kremmen avec la ligne de Kremmen à Meyenburg (de).

### Électrification
La ligne est électrifiée en courant continu avec troisième rail.

### Gares et arrêts
Sur la première partie : Hohenschöpping ; Hennigsdorf Nord (fermée).
Sur la deuxième partie : Berlin-Heiligensee, Berlin-Schulzendorf, Berlin-Tegel ; Stolpe-Süd (fermée).

## Exploitation
La voie ferrée de Schönholz à la gare d'Hennigsdorf (de) est empruntée par la ligne 25 du S-Bahn de Berlin qui circule tous les 20 min en période normale et tous les 30 min en période creuse. La ligne est également empruntée par le Regional-Express 6, le Prignitz-Express, en provenance de la gare de Berlin-Spandau et à destination de Neuruppin et Wittenberge.
À partir d'Hennigsdorf jusqu'à Kremmen circulent la ligne 55 du Regionalbahn.